# Instituto Superior Técnico
Pour les articles homonymes, voir IST.
L'Instituto Superior Técnico (IST) est une grande école portugaise d'ingénieurs, créée en 1911, associée à l'université de Lisbonne bien qu'étant autonome financièrement.
Elle comprend trois campus, tous trois situés dans l'agglomération de Lisbonne (Alameda , Oeiras et Loures), et est composé en dix départements et une section autonome offrant des formations undergraduate et postgraduate. Chaque département est organisé en sections qui regroupent des sujets spécifiques dans le cadre leur domaine scientifique. De plus, les laboratoires des différents départements sont une source importante de soutien à l'enseignement et aux activités de recherche menées à l'IST.
Aujourd'hui, l'IST offre 21 programmes d'études suivis par plus de 11 000 étudiants, couvrant un large éventail de domaines, dont toutes les spécialités d'ingénieries traditionnelles, mais aussi d'autres domaines modernes tels que l'ingénierie biomédicale, l'aérospatiale et le génie physique.
La formation doctorale est également très importante avec plus de 1 500 étudiants inscrits dans 21 filières et divers cours spécialisés. Son personnel comprend 670 titulaires de doctorat.
L'IST possède un super-ordinateur (1,6 Tflop) construit en 2007, qui est l'un des plus puissants au Portugal.

## Historique
L'Instituto Superior Técnico a ses origines dans l'Instituto Industrial e Comercial de Lisboa, créé dans la deuxième moitié du XIXe siècle (fondé en 1852 comme l'Instituto Industrial de Lisboa, rebaptisé en 1869), qui fut une importante école d'enseignement professionnel et qui a été convertie en un établissement d'enseignement supérieur de l'ingénierie ouvert entre 1896 et 1910, qui a conduit à la création du programme IST dans l'année suivante.

## Affiliations
Cette école est membre :
- de l'association TIME (Top Industrial Managers for Europe) pour les échanges de professeurs, d'étudiants et de doubles diplômes européens.
- du groupe CLUSTER (Consortium reliant les universités de sciences et technologies pour l'enseignement et la recherche), qui est un réseau de grandes universités européennes de technologie, leurs missions fondamentales sont avancées de recherche et d'enseignement supérieur d'ingénieurs, des scientifiques et des architectes.
- de l'association CESAER (Conférence des écoles européennes pour l'enseignement et la recherche des sciences pour l'ingénieur avancées) qui a pour objectif de garantir un enseignement de haute qualité dans le domaine des Sciences pour l'ingénieur, mais aussi d'améliorer les liens entre les institutions partenaires au niveau de la recherche et de la formation continue.
- du réseau UNICA (Réseau des universités des capitales de l'Europe) qui a pour rôle de promouvoir l'excellence académique, l'intégration et la coopération entre ses membres à travers l'Europe.

## Sites
L'IST dispose de trois campus :
- Campus Alameda , situé au cœur de Lisbonne
- Campus Taguspark, situé dans Oeiras
- Campus Tecnológico e Nuclear, situé à Loures.

## Anciens élèves
- António Guterres, ancien Premier ministre du Portugal ; président de l'Internationale socialiste, Haut Commissariat des Nations unies pour les réfugiés et Secrétaire général des Nations unies, diplômé en génie électrique (1971)
- Maria de Lourdes Pintasilgo, première femme à exercer le poste de Premier ministre du Portugal, diplômée en ingénierie chimique industrielle (1953)
- Alberto Romão Dias, ancien Secrétaire d'État pour l'Enseignement supérieur, diplômé en ingénierie chimique industrielle (1964)
- Mariano Gago, ministre portugais de la Science, de la Technologie et de l'Enseignement supérieur, diplômé en physique (1960)
- José Sucena Paiva, ancien Secrétaire d'État pour la science et la technologie, professeur titulaire de la chaire de Systèmes à énergie électrique, diplômé en génie électrique (1966)
- João Sentieiro, actuel président de la Fundação para a Ciência e a Tecnologia, principal organe public de recherche portugais, professeur à l'IST, diplômé en génie électrique (1969)
- Duarte Pacheco, ancien ministre des Œuvres publiques, président de l'IST jusqu'en 1932, diplômé en génie électrique (1923)
- Raul Pires Ferreira Chaves, inventeur, diplômé en ingénierie civile, ancien directeur des Œuvres publiques au Cap Vert et Guinée portugaise